# V341 Водолея
V341 Водолея (лат. V341 Aquarii) — одиночная переменная звезда в созвездии Водолея на расстоянии (вычисленном из значения параллакса) приблизительно 7934 световых лет (около 2432 парсеков) от Солнца. Видимая звёздная величина звезды — от +13,28m до +12,59m.

## Характеристики
V341 Водолея — жёлто-белая пульсирующая переменная звезда типа RR Лиры (RRAB) спектрального класса F. Эффективная температура — около 6608 К.